# Башкоти
Башкоти (итал. Vascotti) је насељено место у саставу општине Вишњан у Истарској жупанији, Хрватска. До територијалне реорганизације у Хрватској налазили су се у саставу старе општине Пореч.

## Становништво
Према последњем попису становништва из 2011. године у насељу Варићи живела су 63 становника.
| година пописа  | 1857 | 1869 | 1880 | 1890 | 1900 | 1910 | 1921 | 1931 | 1948 | 1953 | 1961 | 1971 | 1981 | 1991 | 2001 | 2011 |
| бр. становника | 0    | 0    | 42   | 44   | 45   | 75   | 0    | 0    | 105  | 98   | 93   | 91   | 77   | 71   | 68   | 63   |

Напомена:У пописима 1857. 1869. 1921. и 1931. подаци су садржани у насељу Бриг (општина Вижинада). Од 1880. до 1910. исказано под именом Матић.